# Let it beat!
Singles de AAA
Soul Edge Boy / Kimono Jet Girl
(2006) "Q"
(2006)
Let it beat! est le 9esingle du groupe AAA sorti sous le label Avex Trax le 30 août 2006 au Japon. Il atteint la 7e place du classement de l'Oricon et reste classé 5 semaines, pour un total de 21 302 exemplaires vendus.
Let it beat! a été utilisé comme thème musical pour le film Akihabara@DEEP. Let it beat! est présente sur la compilation Attack All Around, sur l'album remix AAA Remix ~non-stop all singles~, ainsi que sur l'album All et le mini album All/2.

## Liste des titres
| 1. | Let it beat!                | Tanabe Chisa | Watanabe Miki | 4:45 |
| 2. | DRAGON FIRE (Live version)  | Akio Shimizu | Akio Shimizu  | 4:49 |
| 3. | Let it beat! (instrumental) | Tanabe Chisa | Watanabe Miki | 4:43 |

| 1. | Let it beat! |  |

## Interprétations à la télévision
- CDTV (26 août 2006)
- Pop Jam (15 septembre 2006)